# طب الذكورة
طب الذكورة هو التخصص المنوط به علاج العقم والاضطرابات الجنسية لدى الرجال. ويعد تخصص الذكورة من أسرع فروع الطب تطوراً ونمواً. ففي ظرف ثلاثة عقود منذ نشأة التخصص على صورته الحديثة، توفرت وسائل علاجية فعالة لأغلب الأمراض المدرجة في مجال الاختصاص. يعود الفضل في هذا التطور إلى الابتكارات العلمية التي أثرى بها المختصون تخصص الذكورة.